# Piotr Prieto
Piotr Prieto (ur. 11 stycznia 1952 w Sevares w Asturii (Hiszpania)) – kapłan rzymskokatolicki, numerariusz, członek Prałatury Personalnej Opus Dei. 

## Życiorys
Pedro Prieto Villanueva ukończył wyższe studia inżynierskie na wydziale architektury na Politechnice w Barcelonie. Studiował teologię w Rzymie. W maju 1982 roku obronił doktorat z prawa kanonicznego na Uniwersytecie Nawarry w Pampelunie (Hiszpania). Znał osobiście założyciela Opus Dei, św. Josemarię Escrivá de Balaguer.
8 listopada 1982 przyjął święcenia kapłańskie z rąk papieża Jana Pawła II. Przybył do Polski w 1995. 12 czerwca 1999 roku został mianowany wikariuszem regionalnym Prałata Opus Dei na Polskę. Zastąpił na tym stanowisku ks. Stefana Moszoro-Dąbrowskiego. 19 kwietnia 2013 ks. Moszoro-Dąbrowski z powrotem objął funkcję wikariusza regionalnego Opus Dei w Polsce..
W 2003 roku otrzymał nominację na Kapelana Jego Świątobliwości. Mieszka w Krakowie.